# Phare avant de Ocos

Le phare avant de Ocos (en espagnol : Faro de Ocos Adelante) est un phare actif situé près de la ville de Ocos, dans le Département de San Marcos au Guatemala.

## Histoire
Ce feu avant est situé à environ 200 m au sud-est de la frontière mexicaine à environ 5 km à l'ouest de Ocos.
Il fonctionne conjointement avec le phare arrière.

## Description
Ce phare est une tour carrée en béton, avec une galerie hexagonale et une balise photovoltaïque de 12 m de haut, attenant à un petit local technique d'un étage. La tour est peinte avec des rayures verticales bleues et blanches (le motif de couleur du drapeau guatémaltèque). Il émet, à une hauteur focale d'environ 15 m, un éclat blanc par période de 4 secondes. Sa portée n'est pas connue.
Identifiant : Amirauté : G3397 - NGA : 111-15354 .

### Lien connexe
- Liste des phares du Guatemala